# FA Cup 1907/1908
Třicátý sedmý ročník FA Cupu (anglického poháru), který se konal od 21. září 1907 do 25. dubna 1908. Celkem turnaj hrálo opět 64 klubů.
Trofej získal již podruhé v klubové historii Wolverhampton Wanderers FC, který ve finále porazil obhájce minulého ročníku Newcastle United FC 3:1.